# Saint-Simon, Charente
För andra betydelser, se Saint-Simon.
Saint-Simon är en kommun i departementet Charente i regionen Nouvelle-Aquitaine i västra Frankrike. Kommunen ligger  i kantonen Châteauneuf-sur-Charente som ligger i arrondissementet Cognac. År 2022 hade Saint-Simon 229 invånare.

## Befolkningsutveckling
Antalet invånare i kommunen Saint-Simon
Referens:INSEE